# Titirkhi
Titirkhi (nep. तितिर्खी) – gaun wikas samiti w zachodniej części Nepalu w strefie Lumbini w dystrykcie Kapilvastu. Według nepalskiego spisu powszechnego z 2001 roku liczył on 575 gospodarstw domowych i 4248 mieszkańców (2043 kobiet i 2205 mężczyzn).